# Camí de la Serra (el Meüll)
El Camí de la Serra és un camí que discorre pel terme de Castell de Mur, en terres del Meüll, de l'antic terme de Mur, al Pallars Jussà.
Arrenca del Camí de Castellnou just a migdia del Meüll, de l'indret dels Pous en direcció est-sud-est, i en a penes 600 metres de recorregut mena a la zona del Forat Negre de la Serra del Meüll, des d'on té continuïtat a través de camps de conreu i antics camins cap al sector de llevant de la serra. A la Cornassa es desvia cap al sud per enllaçar amb el Camí de Sellamana. Des de la Cornassa, a més, antics camins en part perduts partien cap al nord-est.

## Etimologia
Pren el nom del genèric serra, de la Serra del Meüll, que és on mena.